# (470027) 2006 RC103
(470027) 2006 RC103, também escrito como (470027) 2006 RC103, é um objeto transnetuniano que está localizado no Cinturão de Kuiper, uma região do Sistema Solar. Este corpo celeste é classificado como um provável cubewano. Ele possui uma magnitude absoluta de 6,3 e tem um diâmetro estimado com 231 km. O astrônomo Mike Brown lista este corpo celeste em sua página na internet como um candidato a possível planeta anão.

## Descoberta
(470027) 2006 RC103 foi descoberto no dia 11 de setembro de 2006 pelos astrônomos A. C. Becker, A. W. Puckett e J. Kubica.

## Órbita
A órbita de (470027) 2006 RC103 tem uma excentricidade de 0,139 e possui um semieixo maior de 41,727 UA. O seu periélio leva o mesmo a uma distância de 35,942 UA em relação ao Sol e seu afélio a 47,512 UA.